# Daniela Tabernig
Daniela Tabernig (1978, Santa Fe, Argentina) es una soprano argentina.
En el 2001 comenzó sus estudios en la ciudad de Buenos Aires, con Ana Sirulnik y becaria de la Fundación Música de Cámara, realiza estudios de interpretación con Guillermo Opitz prosiguiendo en el Instituto Superior de Arte del Teatro Colón. Ha tomado clases con Montserrat Caballé en Zaragoza.
Fue una exitosa Margarita de Fausto y Tatiana en la ópera Eugenio Oneguin en el Teatro Avenida de Buenos Aires en el año 2006.
En 2019 ha sido premiada por la Fundación Konex con un Diploma al Mérito como una de las 5 mejores Cantantes Femeninas de la última década en la Argentina.
Entre otros papeles protagónicos se ha desempeñado como Rusalka de Dvorak, Tatyana en Eugenio Onegin, Tosca y Madama Butterfly que cantó en el Teatro Argentino de La Plata y el Teatro Colón  donde debutó en 2005, cantando pequeños papeles hasta llegar a Nedda de I Pagliacci, Beatrix Cenci de Alberto Ginastera, Donna Anna y Donna Elvira en Don Giovanni de Mozart, Maddalena en Andrea Chenier y la mencionada Butterfly en 2023.